# Pinochestein 3D
Pinochestein 3D es un mod del videojuego Doom creado por Vittorio Farfán de Trippas Producciones en la ciudad de Talca, Chile, en tributo a los 10 años de la saga. Su nombre es un juego de palabras entre Augusto Pinochet y el juego Wolfenstein 3D.
El juego trata de un golpe de Estado ficticio en Chile en el año 2058, por la empresa Pinochestein S.A. (sociedad anónima) y los Uni-pacos (una referencia a Carabineros de Chile), en el cual el jugador toma el papel de John Kerosene, quien intentará destruir a esta organización y detener el conflicto. 

## Argumento
En el año 2053, el Gobierno de Chile es tomado por el primer candidato independiente, según el tráiler un «presidente hippie acuático [sic]». Éste no logra controlar el poder y el caos se apodera del territorio. Frente a esto, la Fundación Pinochestein decide actuar, trabajando en proyectos secretos de reanimación de militares muertos que ya habían realizado un anterior golpe de Estado.
Uno de los primeros resultados es John Kerosene, quien en su vida anterior fue un boina negra con grandes méritos, y no está de acuerdo en la forma de actuar de las tropas ni en su forma de operar con los criminales. Un día John decide matar a su superior, para defender a una comunidad de hippies acuáticos.
John Kerosene es tomado como prisionero dos semanas antes del día D, septiembre del 2058. Las tropas de la Fundación junto con los Uni-pacos (una rama de Carabineros de Chile recientemente creada con el fin de que la policía chilena esté del lado de la Fundación Pinochestein) toman el poder del gobierno. Las torturas a inocentes van en aumento y han sido a todas luces excesivas.
John Kerosene decide escapar de la cárcel para acabar con la Fundación Pinochestein, liderada por alguien desconocido, el cual tendrá que eliminar para acabar con esta matanza de una vez por todas.

## Elementos del juego
El manual del juego explica una serie de elementos.

### Armas
- Pinochestein SP-1990, una pistola. El jugador puede portar dos, y alternar entre disparo en ráfaga, o doble disparo simultáneo.
- Winchester 1300 Defender, escopeta de acción por bombeo con cartuchos calibre 12. Esta unidad es una escopeta recortada.
- Escopeta de doble cañón, la que consume dos unidades de munición en cada disparo primario, y una unidad en el disparo secundario.
- FAMAE M16, fusil de asalto basado en el AR-15. Utiliza la misma munición que la pistola.
- Cybermetralleta-76, ametralladora gatling de alta cadencia. Utiliza la misma municón que la pistola.
- Lanzacohetes Cardoen G-69.
- Lanzallamas Splendid Inferno, cuya marca proviene de una marca de calentadores de agua real.
- Lanzagranadas antidisturbios FAMAE DR-80.
- Arma secreta de Pinochestein S.A., el arma definitiva, basada en el BFG 9000 de la franquicia Doom.

### Enemigos
- Uni-paco: es la unidad básica del juego, se trata de un soldado con uniforme verde (en referencia a Carabineros de Chile) y su arma es una pistola.

- Uni-paco motorizados: estos hacen referencia a los carabineros motorizados.
- Gope: unidad de fuerzas especiales equipada con una escopeta.
- Policía militar: es simplemente un soldado que lanza granadas (arma que no puede ser usada por el jugador) y viste un uniforme con casco gris.
- Boina negra y Escolta militar: son unidades especiales que utilizan fusiles y portan uniforme negro y blanco respectivamente (haciendo referencia a la guardia de palacio).

- Fuerzas Especiales: unidades de fuerzas especiales que portan una luma y escudo, y su movimiento es muy rápido. Es una referencia a las unidades antidisturbios de Carabineros.
- Protosoldado-01: es un soldado que flota en el aire gracias a un jetpack y ataca desde los aires con un fusil.
- Megamilitar y Megamilitar submarino, Paco mutado y Blindado: unidades ciborg equipadas con ametralladoras gatling, cañón de riel y lanzamisiles teledirigidos respectivamente.
- Lanzallamas: soldado equipado con un lanzallamas y traje resistente al fuego. Su muerte genera una explosión que puede dañar a los enemigos circundantes.
- Tanques y Helicopteros Apache: unidades capaces de disparar balas y misiles desde tierra y aire respectivamente.
- Reanimador: oficial a cargo de revivir a los enemigos caídos, además de ser capaz de plantar una potente bomba directo al jugador.
- Científico: personaje que lleva un dispositivo que suelta al morir, siendo este para ampliar el mapa.
- Tiburon: enemigos presentes en zonas acuáticas.
- Dron militar sensorial 3000: unidades voladoras equipadas con armas láser.
- Clon fantasma, no muerto volador con el rostro de Augusto Pinochet.
- Pinocheitor: unidad ciborg gigante con el rostro de Augusto Pinochet como subjefe. Dispara misiles teledirigidos.
- La verdadera cara de Pinochestein: el jefe final, siendo este la cabeza de Pinochet en un frasco.
- Merineitor: reencarnación ciborg de José Toribio Merino como jefe secreto. Está quipado con una ametralladora gatling.

### Entorno
- El juego transcurre en varias ubicaciones ficticias o no especificadas de Chile, aunque algunas están basadas en ubicaciones reales como La Moneda.
- Aparecen retratos relacionados con Augusto Pinochet, José Toribio Merino y Gustavo Leigh, además de carteles publicitarios de marcas reales, y el logo de Carabineros de Chile y la DINA.

## Lanzamientos
La versión original se lanzó en 2003, usando activos modificados de otros juegos como Doom, Wolfenstein 3D o Hexen.[cita requerida] En 2015, se lanzó una segunda versión con arsenal renovado y características avanzadas gracias al soporte de OpenGL usando el motor ZDoom. En 2018, se lanzó una tercera versión, llamada por sus autores como la "definitiva", pues entrega importantes mejoras y arsenal renovado, usando los motores GZDoom y Zandronum.